# Die Another Day
Die Another Day (bra: 007 - Um Novo Dia para Morrer; prt: 007 - Morre Noutro Dia) é um filme de origem Britânica, Americana e Espanhola de 2002, do gênero espionagem, dirigido por Lee Tamahori.
Trata-se do 20.º filme da franquia cinematográfica James Bond, o 4.º e último, com Pierce Brosnan no papel do agente secreto 007, e também o último filme da cronologia original da franquia. O filme seguinte, Casino Royale (2006), reinicia a franquia com uma nova continuidade, embora ainda mantenha alguns elementos dos filmes anteriores de Bond.

## Enredo
Ao investigar o comércio ilegal de armas na zona desmilitarizada entre as Coreias do Norte e do Sul, que são trocadas por diamantes contrabandeados da África.  O contrabando de diamantes foi arquitetado pelo Coronel Moon que com a ajuda de seu capanga Zao e de um agente traidor do MI6 (que no final, se descobre que era a Miranda Frost, que era infiltrada e mudou de lado, traindo 007 e os demais. Foi ela quem revelou o disfarce de 007 como comprador de diamantes). 
Após ser desmascarado, Bond trava uma batalha envolvendo o coronel norte-coreano Moon e ambos caem de uma queda d'água. Moon simula sua morte. Bond acaba sendo preso e torturado pelo governo norte coreano.
Anos depois (após muita tortura), o governo britânico consegue libertar Bond, que descobre a existência de um traidor dentro da MI-6. Bond terá como parceira neste filme a agente americana Jinx, interpretada por Halle Berry que atua como espiã local, fingindo ser uma turista em Cuba para saber sobre Zao.
Bond, após escapar de um navio perto de Hong Kong, consegue ajuda do Serviço Secreto da China, que entrega o paradeiro de Zao, capanga do Coronel Moon, que vai para uma clínica de cirurgia plástica em Cuba submetendo a uma troca de DNA. Bond descobre, ao retirar de Zao uma bala com diamantes, que estes faziam parte da mina de diamantes de Gustav Graves ,na Islândia, e que, na verdade, era um disfarce adotado pelo Coronel Moon, após a cirurgia genética de Cuba. Quando Bond decifra que Gustav Graves é na verdade o Moon, mas que havia mudado de rosto através de cirurgia plástica para fingir ser um inglês, a identidade da agente dupla é revelada - Miranda Frost - que trabalha para Moon/Graves.
Bond escapa numa espécie de trenó de corridas que Graves (Moon) usava e ele consegue ser mais rápido que o vilão, usando uma espécie de armadura de controle, orienta o satélite Icarus, a tentar matar 007 na frente de militares da Norte.
Graças ao seu carro Aston Martin Vanquish modificado, Bond consegue resgatar Jinx (que foi capturada por Graves e Zao e Miranda) e após uma batalha com Zao, que tem um Jaguar modificado, Bond e Jinx voltam a zona desmilitarizada entre as Coreias do Norte e do Sul, e eles conseguem entrar no avião de Graves. Após Graves matar o seu pai, o General Moon, vê Bond e começa uma intensa batalha, quando o 007 atira no vidro do avião, fazendo com que os capangas do vilão sejam lançados ao vácuo (como em Goldfinger), enquanto Jinx assume o controle do avião ao neutralizar os pilotos, mas é apanhada por Miranda Frost. Com astúcia, Jinx programa o piloto automático do avião para o raio emitido por Icarus. Enquanto Jinx e Miranda lutam, a agente americana mata a agente do MI6 traidora com um golpe certeiro, Bond luta ferozmente contra Graves e, em um instante de distração do vilão, Bond aciona o paraquedas e um dispositivo de eletrochoque que faz com que este seja arremessado e sugado pelas turbinas do avião, morrendo instantaneamente e destruindo Icarus. Com o avião de Graves despenhando, Bond e Jinx escapam num helicóptero em queda livre com os diamantes enquanto os carros de Graves caem sobre plantações de arroz. Bond termina fazendo amor com Jinx.

## Elenco
- Pierce Brosnan como James Bond
- Halle Berry como Giacinta "Jinx" Johnson, agente da NSA.[5]
- Toby Stephens como Gustav Graves, empresário britânico e alter-ego de Coronel Moon.
- Rosamund Pike como Miranda Frost, uma agente dupla do MI6.
- Rick Yune como Zao, capanga de Graves.
- Will Yun Lee como Coronel Tao Sun Moon
- Judi Dench como M, chefe do MI6.
- John Cleese como Q
- Samantha Bond como Miss Moneypenny
- Colin Salmon como Charles Robinson
- Ho Yi como Mr. Chang, gerente do hotel.
- Rachel Grant como "Fontes de Desejo", a massagista do hotel.
- Emilio Echevarría como Raoul, o gerente da fábrica de charutos.
- Michael Gorevoy como Vladimir Popov
- Lawrence Makoare como Sr. Kil
- Michael Madsen como Damian Falco
- Toby Stephens como Gustav Graves
- Kenneth Tsang como General Moon
- Vincent Wong como General Li
- Madonna como Verity

## Produção

### Filmagens

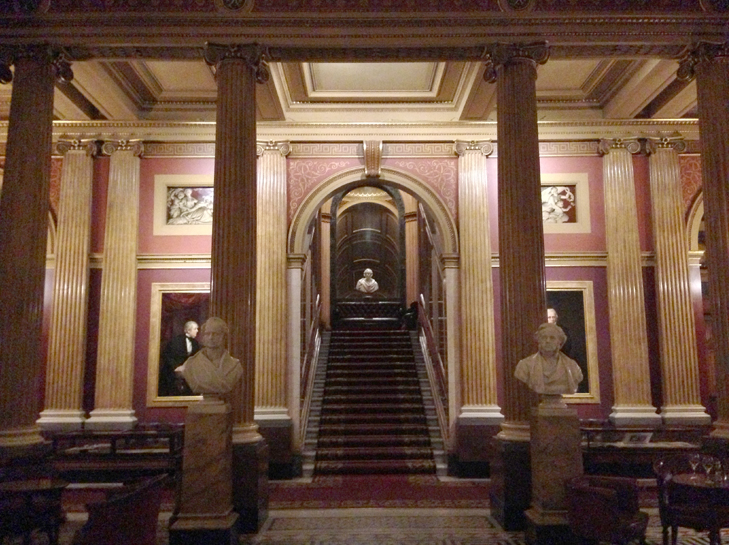
O interior do Reform Club, em Londres, serviu de locação para inúmeras cenas.

As filmagens principais de Die Another Day tiveram início em 11 de janeiro de 2002 no Pinewood Studios. O filme foi rodado no Reino Unido, na Islândia e na cidade espanhola de Cádiz. Outras filmagens também tiveram lugar em Maui, Havaí em dezembro de 2001. Laird Hamilton, Dave Kalama e Darrick Doerner foram os responsáveis pela performance de surf na abertura do filme. As cenas na mina de diamante de Graves foram filmadas no Projeto Éden, na Cornualha.A localidade de La Caleta, por sua vez, serviu de locação representando Havana e a fictícia Isla de los Órganos.
As cenas contendo Halle Berry de biquíni foram também filmadas em Cádiz. O clima da locação era supostamente frio, portanto, Berry fez uso de toalhas entre as tomadas para evitar um resfriado. Ainda assim, a atriz feriu-se durante as gravações quando detritos de uma granada de fumaça atingiram seus olhos. Os detritos foram removidos em uma cirurgia de 30 minutos de duração.
Apetrechos de cada filme anterior da série James Bond aparecem na sequência do laboratório de Q, no Metrô de Londres. Entre os quais, a mochila a jato utilizada em Thunderball e o famoso sapato de Rosa Klebb, de From Russia with Love. Na mesma cena, Q menciona que estava a produzir o 20º relógio de Bond, uma clara referência a este ser o vigésimo filme da franquia. Em Londres, o histórico Reform Club serviu de locação interna para várias cenas do filme, incluindo o Clube de Esgrima, o Palácio de Buckingham e a sede do MI6. Svalbard, na Noruega e Jökulsárlón, na Islândia foram utilizadas nas cenas finais de perseguição de automóveis, com cenas adicionais rodadas no Parque Nacional de Jostedalsbreen. O Aeroporto Manstom, em Kent, Inglaterra, foi usado para as cenas envolvendo a aeronave de carga Antonov. A cena em que Bond surfa na onda criada por Icarus foi produzida em chroma key. As ondas e as geleiras nas cenas finais foram geradas por computador.

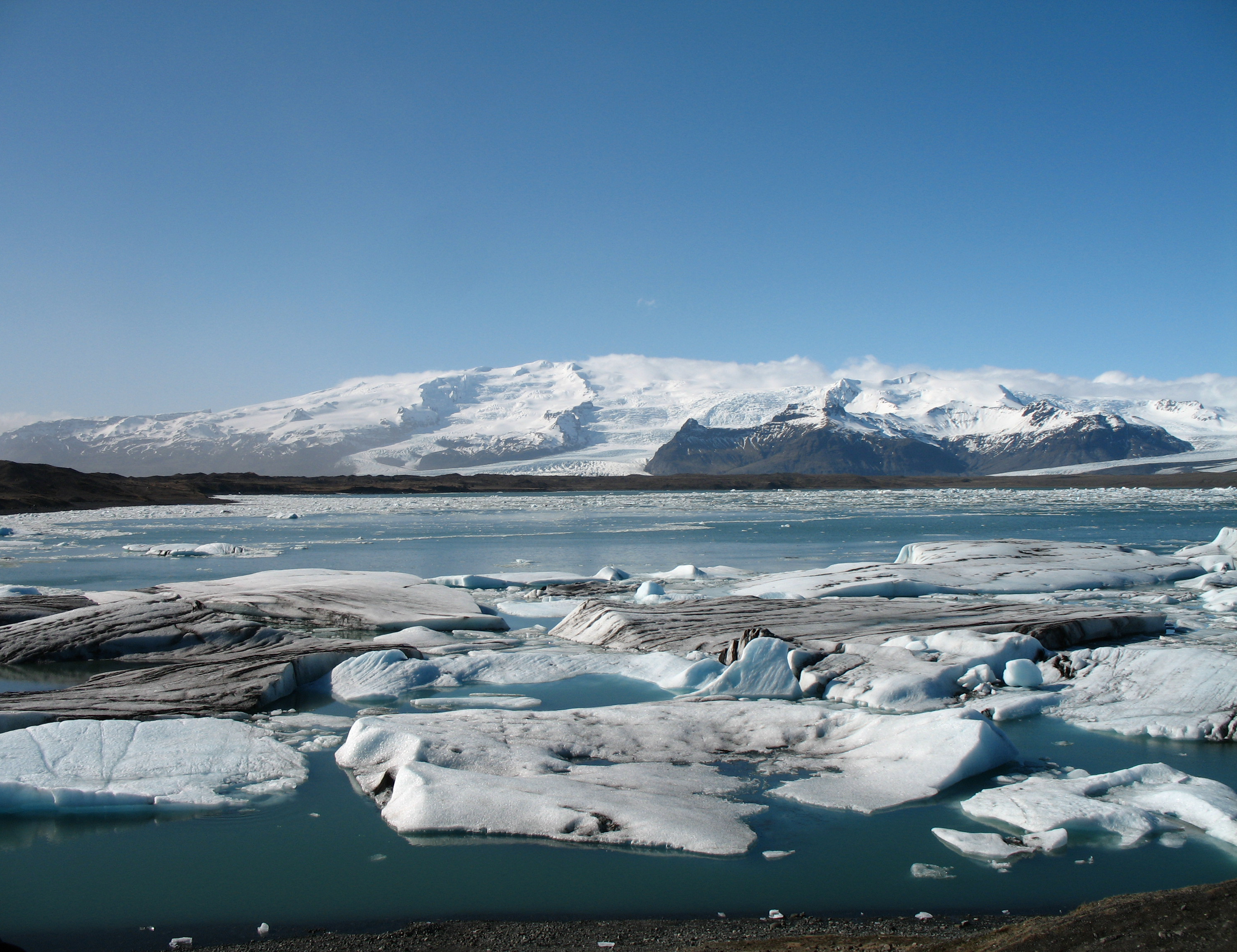
Jökulsárlón, Islândia.

Na ficção, o hangar da Força Aérea americana  que aparece "na Coreia do Sul", dentro do contexto cinematográfico, na verdade, foi gravado na base da Real Força Aérea em Hampshire. As cenas seguintes, ainda que mostradas no ar, foram produzidas totalmente em solo firme através da técnica chroma key. Embora no enredo do filme todas as aeronaves e a base sejam norte-americanas, na realidade foram utilizadas aeronaves britânicas.

### Música
A trilha sonora foi composta por David Arnold e lançada pela Warner Bros. Records. Arnold novamente fez uso de elementos de ritmo eletrônico em seu trabalho, incluindo dois, então, recém-criados temas para o antecessor The World Is Not Enough. O primeiro, originalmente utilizado como tema do personagem Renard, é executado nas cenas do Antonov. O segundo tema, integrante da faixa "Christmas in Turkey" no filme anterior, figura neste como "Going Down Together".
A canção-tema de Die Another Day foi co-escrita e coproduzida por Mirwais Ahmadzaï e interpretada pela cantora pop estadunidense Madonna, que também atua no filme como Verity, uma instrutora de esgrima. Foi a primeira canção-tema da série James Bond a retratar fielmente o enredo do filme desde Dr. No, o primeiro filme; geralmente, todos os demais temas de James Bond não possuem ligação direta com o enredo. O conceito da canção de abertura representa o protagonista tentando sobreviver a 14 meses de tortura. A crítica especializada ficou dividida com relação a canção, uma vez que foi indicada simultaneamente a um Globo de Ouro de Melhor Canção Original e a uma Framboesa de Ouro. A própria Madonna recebeu uma Framboesa de Ouro de "Pior Atriz Coadjuvante" por sua participação especial.

## Prêmios e indicações

### Prêmios
Empire Awards
- Melhor Atriz Nova: Rosamund Pike - 2003[carece de fontes?]

Framboesa de Ouro
- Pior Atriz Coadjuvante: Madonna - 2003[carece de fontes?]

### Indicações
Globo de Ouro
- Melhor Canção: 2003[carece de fontes?]

## Recepção
Die Another Day teve recepção mista por parte da crítica especializada. Com base de 37 avaliações profissionais, alcançou uma pontuação de 56/100 no Metacritic.